# Papp Lajos (költő, 1899–1959)
Papp Lajos (Élesd, 1899. augusztus 15. – Debrecen, 1959. január 27. ) erdélyi költő, színműíró, publicista.

## Életútja
A nagyváradi Felsőkereskedelmi Iskolában érettségizett (1917); az első világháború alatt zászlósként az olasz fronton harcolt. Hazatérve Nagyváradon sportáru-kereskedő volt; mint a Bihari Turista Klub főtitkára szerkesztette a Biharország című folyóiratot (1929-33), társszerkesztője volt a Gyermekkönyvtár című füzetsorozatnak, munkatársa a Református Jövőnek (1935-40). A Szigligeti Társaság titkára volt. A Nagyvárad című napilapban a természetbarát mozgalmat szolgálta, a negyvenes években Nagyvárad Idegenforgalmi Irodáját vezette.

## Munkássága
Szépirodalmi tevékenységét a Szigligeti Társaság 1927-ben és 1928-ban pályadíjjal jutalmazta. Cortez című történelmi drámáját bemutatta a nagyváradi és a kolozsvári színház is. Ismertebb egyfelvonásosai: A herceg, Utolsó felvonás. Színre alkalmazta Arany János Bolond Istókját. Elbeszéléseit közölte a nagyváradi ifjú írók Tíz tűz (1932) című antológiája.

### Önálló munkái
- Álomlovag (Félig álom, félig igaz történet versben elbeszélve, Nagyvárad, 1925)
- Védőbeszéd (verses regény, Nagyvárad, 1928)
- Stâna de Vale – Biharfüred (Nagyvárad, 1936)
- A Bihari-hegység meghódítása (Nagyvárad, 1940)